# Peix assecat

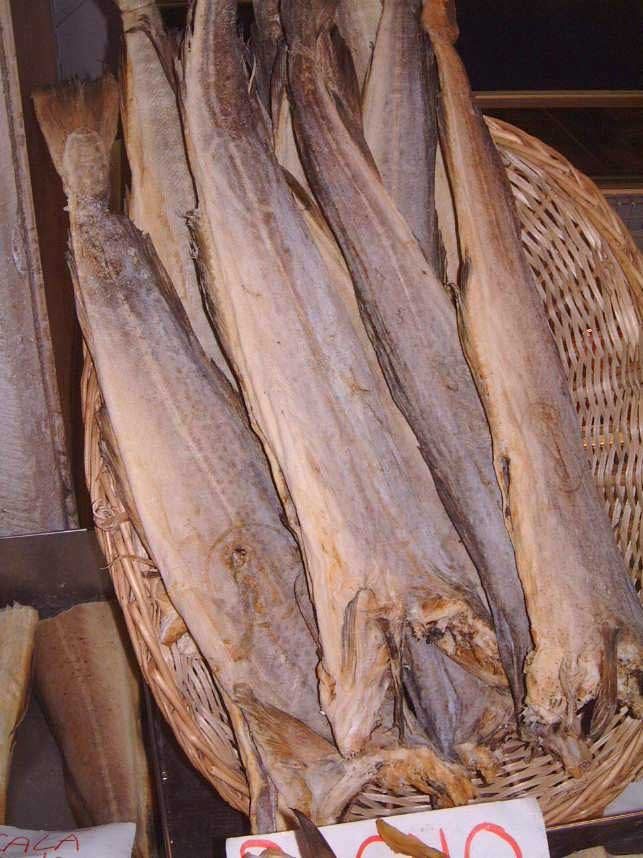
Peix assecat (bacallà) a Venècia

El peix assecat és peix sense salar, especialment el bacallà, assecat per aire fred i vent o bastidors de fusta a la platja. L'assecatge dels aliments és un dels mètodes de conservació més antics, i el peix assecat es conserva durant uns quants anys. El peix assecat experimenta una fermentació on els bacteris adaptats al fred maduren el peix, de manera similar a la maduració del formatge. El mètode és econòmic i efectiu en els climes adequats; aquesta feina la pot fer el pescador i la seva família i el producte resultant és fàcilment transportat al mercat.
Als Països Catalans son típics el peixopalo o estocafix. El bacallà és el peix més comú en l'assecatge, mentre que altres peixos blancs, com els del gènere Pollachius, l'eglefí Brosme brosme i Melanogrammus aeglefinus es fan servir en menor mesura. De vegades es confon erròniament el peix assecat amb el bacallà salat i assecat.

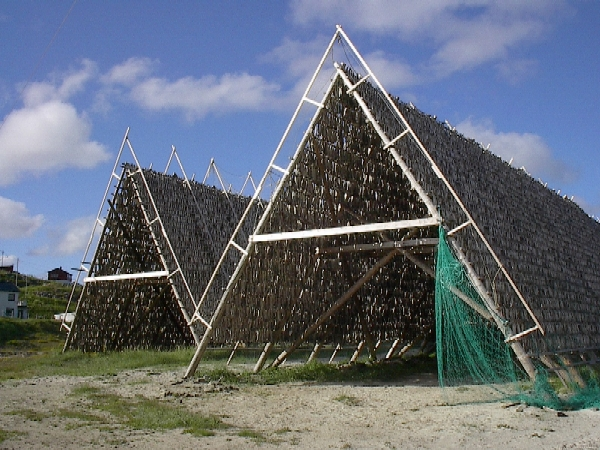
Assecament a Noruega ('hjell').

El peix assecat és el producte d'exportació més important de Noruega. Aquest procés ja es menciona a la saga islandesa "Egilssaga". El peix assecat és molt popular als països mediterranis catòlics, especialment a Itàlia, on Stockfish (paraula d'origen frisi) s'anomena stoccafisso.